# Szczuriwczyky
Szczuriwczyky (ukr. Щурівчики) – wieś na Ukrainie, w obwodzie chmielnickim, w rejonie zasławskim. W 2001 roku liczyła 246 mieszkańców.